# Franciscoia
Franciscoia là một chi bướm đêm thuộc họ Geometridae.